# Marian Skrzypek
Marian Skrzypek (ur. 1935) – polski romanista, historyk filozofii i religii, emerytowany profesor IFiS PAN.

## Życiorys
Doktoryzował się w 1969 roku u prof. Andrzeja Nowickiego (rozprawa nt. Sylvaina Maréchala), w 1989 roku uzyskał stopień doktora habilitowanego na podstawie rozprawy Oświecenie francuskie a początki religioznawstwa, a w roku 1997 otrzymał tytuł profesora. Specjalizuje się w badaniach myśli oświeceniowej, głównie francuskiej i polskiej. W ramach serii 700 lat myśli polskiej zredagował tom poświęcony filozofii polskiej w latach 1700–1763. Jest autorem monografii na temat Diderota, Holbacha, Maréchala oraz tłumaczem ich dzieł. Przekładał również m.in. pisma de Sade’a, Rousseau, Kołłątaja czy La Mettrie’a. Współzałożyciel Polskiego Towarzystwa Badań nad Wiekiem Osiemnastym. Laureat francuskich Palm Akademickich.

## Ważniejsze publikacje
- Sylvain Maréchal, przedstawiciel oświeceniowej teorii religii. Warszawa: PWN, 1974, seria: Studia Religioznawcze. Brak numerów stron w książce
- Diderot. Warszawa: Wiedza Powszechna, 1982, seria: Myśli i Ludzie. ISBN 83-214-0270-4. Brak numerów stron w książce (Marian Skrzypek: Diderot.)
- Oświecenie francuskie a początki religioznawstwa. Wrocław [etc.]: Zakład Narodowy im. Ossolińskich, 1989, seria: Prace Habilitacyjne. ISBN 83-04-03300-3. Brak numerów stron w książce
- Filozofia Diderota. Warszawa: Wyd. IFiS PAN, 1996. ISBN 83-86166-67-3. Brak numerów stron w książce